# رودخانه سجرو
رودخانه سَـجـِـرو یا سجادرود از رودهای پرآب شهرستان بابل در استان مازندران است. آب این رودخانه از رودها و چشمه سارهای رشته کوه البرز در ارتفاعات ۳۷۰۰ متری در جنگل‌های بخش بندپی شرقی (منطقه شیخ موسی) تأمین می‌شود. این رودخانه در شهر گلوگاه (بخش بندپی شرقی)، دارای حوضهٔ آبریزی به مساحت ۰۶/ ۲۶ کیلومتر مربع است که بیش از نیمی از حوضه آن، پوشش گیاهی دارد. این رود پس از پیمودن مسافتی حدود ۱۰۰ کیلومتر به رودِ بابل (بابلرود)، در جنوب شهر بابل می‌پیوندد که نهایتاً (بابلرود) در بابلسر به کام دریا مازندران می‌ریزد.
سجادرود آب کشاورزی زمین‌های شالیزاری و قسمتی از بخش‌های بندپی شرقی و مرکزی بابل را تأمین می‌کند. ظرفیت آبدهی سالانه آن ۷۵ میلیون متر مکعب است. سجاد رود در مجموع دارای بستر عریض بوده که جنس آن از مواد درشت دانه و قلوه سنگی تشکیل یافته‌است.
این رودخانه «عمدتا» اراضی واقع در سمت چپ محل عبور خود را آبیاری می‌کند. دبی متوسط سالانه آن ۵/۲ متر مکعب در ثانیه، و بیشترین دبی آن در ماه‌های اسفند و فروردین می‌باشد و کمترین میزان آبدهی آن در مردادماه می‌باشد، اما دبی آن به صفر نمی‌رسد. عرض سجادرود در جاهای مختلف متفاوت بوده، و بین ۳ تا ۴۰ متر عرض آن است. سجرو هر از چند گاهی دچار سیلابهایی می‌گردد که تاکنون نیز خسارتهایی را نیز برجای گذاشته‌است.